# Stones in Exile
Stones in Exile è un documentario del 2010 diretto da Stephen Kijak sulle sessioni di registrazione del celebre album Exile on Main St. dei Rolling Stones, svoltesi nel 1972.
Il documentario è stato proiettato in anteprima al Festival di Cannes il 19 maggio 2010. È stato presentato in anteprima mondiale al Late Night with Jimmy Fallon. Fallon annunciò durante lo show che avrebbe celebrato la riedizione dell'album con una settimana di musicisti che avrebbero eseguito le canzoni dell'album. L'ultima notte della settimana venne mandato in onda il documentario.